# Tylman van Gameren
Tylman van Gameren ou Tielman van Gameren, connu également sous l'appellation de Tylman Gamerski, (né à Utrecht le 3 juillet 1632 et mort à Varsovie en 1706), était un architecte et ingénieur polonais d'origine néerlandaise.
Tielman van Gameren fut formé par l'architecte hollandais Jacob van Campen qui édifia le palais royal du Dam d'Amsterdam.

## Biographie
En 1660, le prince Georges Lubomirski le rencontre à Leyde et l'invite à venir s'installer en Pologne pour devenir son architecte en génie militaire. Il s'installera en Pologne en 1665. Il deviendra par ses ouvrages, l'interprète du style baroque.
Tylman van Gameren travailla pour la reine Marie Casimire Louise de La Grange d'Arquien. Il réalisa de nombreuses églises baroques en Pologne (notamment à Varsovie et à Cracovie) ainsi que le nouveau quartier commercial de Marieville que la reine fit édifier pour fêter la victoire gagnée par son mari le roi de Pologne Jean III Sobieski sur les Turcs lors de la bataille de Vienne, d'où son nom de « ville de Marie » devenu Marieville. L'ensemble fut réalisé sur les plans de Tylman van Gameren qui prenait modèle sur la place des Vosges et la place Dauphine situées toutes les deux à Paris. Le tout fut construit en quelques années seulement (1692-1697).
Tylman van Gameren meurt à Varsovie en 1706.